# Тукулеску, Ион

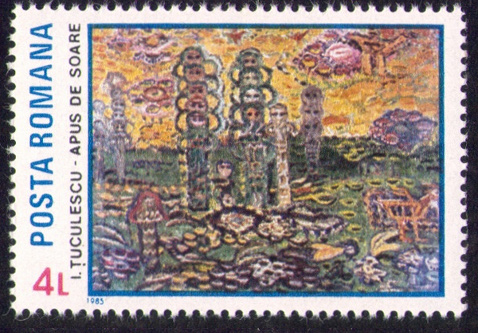
Закат

Ион Тукулеску (рум. Ion Tuculescu; 19 мая 1910, Крайова — 27 июля 1962, Бухарест) — румынский художник-экспрессионист, символист, абстракционист, биолог.

## Биография
Родился в семье интеллектуалов. Изучал биологию и медицину в университете Бухареста.
Художник-самоучка, получивший признание на национальном и международном уровнях, особенно после его смерти.
Работы художника выставлялись в Венеции, Париже, Гавре, Копенгагене, Белграде, Осло, Стокгольме, Брюсселе, Варшаве, Вашингтоне, Огайо, Сан-Франциско и др.
Работал в жанре символической живописи. Автор портретов, пейзажей, фольклорных полотен. Вдохновленный румынским народным искусством и, прежде всего, декоративными мотивами и цветами ковров Олтении и Молдавии, прошёл через так называемый «фольклорный» период, создав такие произведения, как «Жили-были», «Чёрная повозка», «Охотник», «Зима в лесу», «Листья на снегу».

## Галерея

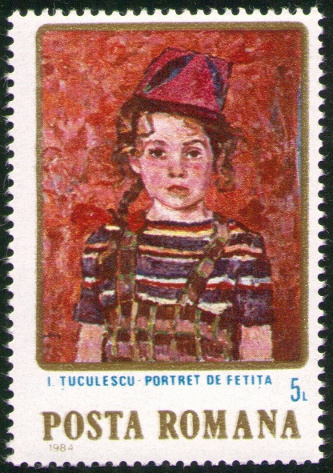
Портрет девочки
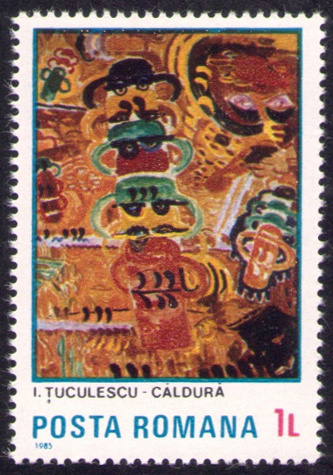
Теплота
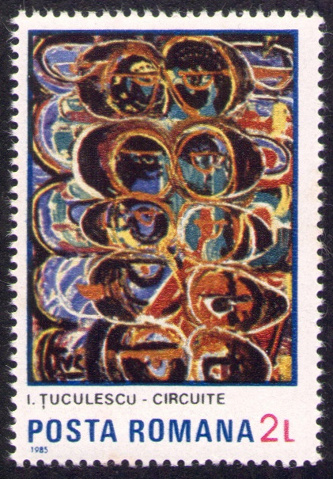
Схемы
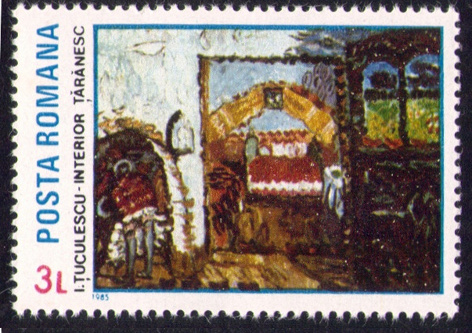
Крестьянский интерьер